# Roger Fulford
Roger Thomas Baldwin Fulford, né le 24 novembre 1902 et mort le 18 mai 1983, est un journaliste, historien, écrivain et homme politique anglais.
Dans les années 1930, il termine la rédaction de l'édition standard des journaux intimes de Charles Greville. Des années 1930 aux années 1960, il écrit plusieurs biographies importantes et autres travaux. De 1964 à 1981 il publie cinq volumes de lettres entre la reine Victoria et la princesse royale. Fulford est le président du parti libéral de 1964 à 1965.

## Biographie
Fulford est le plus jeune fils de Frederick John Fulford, vicaire de Flaxley (en), dans le Gloucestershire, et de son épouse Emily Constance née Ellis. Fulford fait son éducation aux collèges Lancing (en) et Worcester. Il est qualifié comme barrister en 1931, mais ne pratique jamais le droit.
Il se présente comme candidat du parti libéral à trois élections générales. En 1929, il arrive second à Woodbridge. En 1945, il arrive troisième à Holderness et en 1950 également troisième à Rochdale.
Fulford devient journaliste au Times, où il reste plusieurs années durant. Il est parallèlement conférencier à temps partiel au King's College de Londres de 1937 à 1948.
Durant la Seconde Guerre mondiale, Fulford travaille au War Office de 1940 à 1942 et est secrétaire et assistant privé d'Archibald Sinclair, le secrétaire d'État de l'air de 1942 à 1945. Il se présente sans succès comme candidat du parti libéral en 1929, 1945 et 1950. En 1964-1965 il est président du parti. Il écrit The Liberal Case pour Penguin Books à l'occasion de l'élection générale de 1959 et publie à côté les contributions de Lord Hailsham (en) et Roy Jenkins pour les deux autres partis nationaux. Le Times appelle l'écrit de Fulford « un credo hautement civilisé ». Il est nommé commandeur de l'Ordre royal de Victoria en 1970 puis chevalier en 1980.
En 1937 Fulford épouse Sibell Eleanor Maud née Adeane, veuve d'Edward James Kay-Shuttleworth (mort en 1917) et du révérend Charles Frederick Lyttelton (mort en 1931). Aucun enfant nait de cette union. Fulford est un membre de la Literary Society et un membre du comité de la London Library.
Fulford meurt dans sa demeure de Barbon Manor, non loin de Carnforth, à l'âge de 80 ans.

## Ouvrages
Loin du journalisme, le premier travail littéraire majeur de Fulford est comme éditeur des journaux intimes de Charles Greville, à la suite de Lytton Strachey, qui meurt en 1932 en laissant le travail inachevé. Les mémoires sont finalement publiées en 10 volumes à partir de 1938.
Les œuvres ultérieures de Fulford sont concentrées sur la fin de la période hanovrienne, commençant par une étude biographique des six plus jeunes enfants de George III du Royaume-Uni (Royal Dukes, 1933) et leur frère aîné (George the Fourth, 1935), le Prince consort (1949) et la reine Victoria (1951), suivis par une étude d'une période plus longue dans Hanover to Windsor (1960). En 1962, il publie une biographie de Samuel Whitbread et en 1967 The Trial of Queen Caroline. Enfin, il édite cinq volumes de correspondance entre la reine Victoria et l'impératrice d'Allemagne, sa fille aînée : Dearest Child (1964), Dearest Mama (1968), Your Dear Letter (1971), Darling Child (1976), and Beloved Mama (1981).
Au-delà de sa période historique favorite, il publie une satire d'un carriériste politique, The Right Honourable Gentleman (1945), une histoire de la Glyn's Bank (1953) et Votes for Women (1957), une étude des suffragettes, qui remporta un prix de £5 000 de l'Evening Standard.